# V Elvisovi sobi
V Elvisovi sobi je razvojni roman slovenskega pisatelja Sebastijana Preglja, ki je prvič izšel leta 2019 pri založbi Goga. Spremno besedo je napisal Aljoša Harlamov.
Prvoosebna pripoved spremlja protagonista Jana, radoživega in bistrega fanta, ki odrašča v zgodnjih 1980. letih. Skozi njegove oči prikaže burno dogajanje tega obdobja, od Titove smrti do krhanja odnosov med narodi takratne Jugoslavije in razpada skupne države ter slovenske samosvojitve. V tem obdobju Jan konča osnovno in srednjo šolo, je vpoklican v JLA in kmalu zatem tudi v Teritorialno obrambo. Proti koncu, ko je prisiljen na hitro odrasti, nostalgično podoživlja brezskrbne otroške dneve v sobi takratnega prijatelja Elvisa, čigar starši so turškega rodu iz Makedonije, in premišlja o okoliščinah, zaradi katerih so se njune poti razšle. Močneje ga zaznamujejo tudi najstniške ljubezni. Vzporedno z odraščanjem se spreminja pripovedovalčev slog, pa tudi drugi liki so prepoznavni po lastni govorici.
Roman je bil leta 2020 nominiran za nagrado kresnik, avtor pa je zanj prejel prvo Cankarjevo nagrado, ki so jo tega leta pričele podeljevati Slovenski center PEN in sorodne organizacije.
Roman je kasneje izšel v italijanskem, hrvaškem, angleškem in švedskem prevodu.